# Мімнерм
Мімнерм (дав.-гр. Μίμνερμος, друга половина VII століття до н. е.) — давньогрецький лірик і флейтист, можливо, уродженець міста Колофон у Малій Азії. Розквіт його творчості припадає на кінець 30-х та початок 20-х рр. VII ст. до н. е. Збереглися нечисленні фрагменти віршів Мімнерма, всього близько 90 рядків.
Головним його здобутком вважається введення нових рим у жанр елегійного вірша. Мімнерм використовував елегію переважно для вислову особистих почуттів, для того, щоб передавати радості і розчарування любові. Войовничий тон звучить лише у зв'язку з жалями про минулу доблесть колишніх поколінь. Колишня військово-політична елегія трансформується в нього то в романтичні спогади про славні перемоги греків над лідійцями, то замінюється еротичною сентиментальною елегією. Еротика чергується з мотивами песимізму: молодість швидкоплинна, «як сон», треба насолоджуватися її дарунками, тому що «потворна» старість і смерть підстерігають людину.

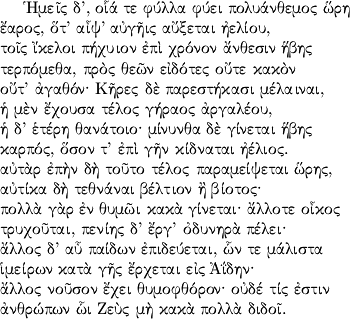
Уривок елегії Мімнерма

В елегіях Мімнерма, від яких збереглися лише фрагменти, відбилися індивідуалістичні тенденції епохи розпаду так званого давньогрецького феодалізму, що сполучилися з настроями пригніченості і зневіри, характерними для малоазійських міст, що підпали в той час під владу лідійского деспотизму. Війні проти лідійців була присвячена його історична поема «Смірнеїда», що до нас не дійшла. Авторству Мімнерма також приписували збірку «Нанно», присвячену, згідно з традицією, флейтистці Нанно, коханці поета. Утім, ця книга могла бути результатом обробки александрійцями, а фрагменти свідчать, що там містилося чимало оповідального матеріалу, як міфологічного, так і історичного.
Повага, якою користувався Мімнерм в елліністичних і римських поетів, зв'язана з вишуканістю і музикальністю його вірша. Мімнерм — за відсутністю інших зразків — перший відомий нам представник любовної елегії, яка набула такого значного поширення й розвитку в Александрійську епоху в грецькій літературі і пізніше в римській — у Тібулла, Проперція й Овідія.